# 名無しは一体誰でしょう?
『名無しは一体誰でしょう?』（ななしはいったいだれでしょう?、Who in the world is the Namelessness?）は山田鐘人原作・岡崎河亮作画による日本の漫画である。小学館『週刊少年サンデーS』にて2013年6月号から2015年5月号まで連載。単行本は全5巻。

## あらすじ
生化高校に通う記憶喪失の主人公・武羽流星が悪の組織『正義の庭』と戦い、自分の正体を探る記憶喪失ミステリー。合間合間に「自分がヒロインのプリンを食ってしまった罪を友人2人に押し付ける」などのギャグパートを大真面目に展開する。

## 登場人物

### 生化高等学校生徒
武羽 流星（たけば りゅうせい）
本作の主人公。生化高校普通科。気がつくと翔寺の殺人現場におり、記憶喪失になっていた。自分の記憶を取り戻すため、生化高校に通いながら情報を引き出している。ツインテールについて熱く語る一幕があるが、曰く記憶喪失前の自身の趣味だと主張している。
なお、他の記憶喪失者もそうだが、失っているのはエピソード記憶と呼ばれるもののみで、日常生活には支障がない（経験による癖などは忘れている）。記憶喪失以前の様子をホームビデオなどで学習し、それを真似ることで記憶喪失であることを隠している。しかし、エピソード記憶の全損によって思い出に対する執着心が欠けてしまっており、家族の安否に関しても無感情である自分を恐れている。
サバイバル能力、推理能力、記憶力に長けており、様々な分野の知識が豊富。その一方で、身体能力はさほど高くなく、そのためか、翔寺の身体能力を恐れている。
その正体は『正義の庭』の名前持ちの『VOID』だった。少なくとも熊角・JaiL・八夜・しろとは面識があり、熊角・JaiLからはその知能から「怪物」とすら称される。しろの話によると、普段は残酷なほど冷静だがいざと言うときは自分より仲間を優先する情に篤い一面も持っていた模様。
終盤、「名無し」の計画によって記憶喪失になっていたことが判明。なお、自宅に計画の謎に迫る鍵となるものを隠していたことから、計画の内容及び自分がターゲットになっていることを把握していた可能性がある。
両親は世界一周旅行へ行っている。しかし、零堂の両親共々練炭自殺していたことが判明した。この件に関しては詳細は不明。
翔寺 束（かけるじ たばね）
生化高校普通科。武羽と同じく記憶喪失であり、スーツ姿の男性を刺していた。学校では武羽の隣の席に座っている。杏仁豆腐が嫌い。左利きである。髪はロング。掴み所がなく表情はほとんど動かないが、豪胆を超えて暴力的。
柔道部に所属しており、デブにジャーマンスープレックスをたたき込めるほど身体能力が高い。肉体労働担当で学業も優秀。お化けが苦手な模様。
力尽くでも手をつないで帰ろうとするなど、いつも武羽に甘えようとする（真意を測り兼ねている武羽からは恐々とされているが）。また、武羽に害を為そうとするものは容赦なく攻撃を仕掛け、ツインテール好きと知るやすぐにツインテールにしたりと好意を抱いている様子を多々見せている。
記憶喪失になったのは、武羽に向けられた仕掛けのとばっちりであった模様。そのためか、正義の庭の人間はついでに殺そうとはしても彼女にフォーカスを当てていることはまずない。記憶喪失になる直前、どんな経緯でJaiLを刺したのかは不明。
デブ
武羽の友人。本名不明。皆にデブと呼ばれている。将来はホストになるのが夢らしい。ゴミ捨ての際にゴミ箱ごと捨てるなど漢気に溢れている。ポニーテール好き。
金髪
武羽の友人。デブと同じく、本名は不明。

### 正義の庭
篝火（かがりび）
元No.2で、『正義の庭』のリーダー的存在。『名前持ち』に対して携帯電話で指示を出す。八夜や武羽の殺害指示を出し、正義の庭のルールを破って勝手にBAN人を差し向けた。そのため、しろやリュシアンからは不信感を抱かれている。その真意は不明のまま。
BAN人
正体不明。篝火の手駒として『名前持ち』の監視や処刑などを行っている。なお、「BAN」とはインターネットのアカウント剥奪を指す。
八夜 法次（やつや ほうじ）
文月事変の2年後、2022年8月3日に捕えられた『正義の庭』の開祖で、『名無し』と呼ばれる。その後、死刑判決が言い渡された。圧倒的なカリスマ性と演説力。超人的な頭脳と精神を持っている。
獄中にありながらどういうわけか篝火が自分を殺そうとしていることを察しているが、不気味な笑顔のまま動じる様子を見せない（死ぬ気がある訳ではない）。武羽によってJaiL・bakugeki5・しろの暗殺は回避するが、篝火が差し向けたBAN人に殺されてしまう。
死ぬ前に武羽と会った際、「自分は『名無し』ではない」と告げる。また、自身のメッセージを記録したディスクの在処を示すヒントを与えている。なお、このディスクには記憶操作実験の様子が記録されていた。

#### 名前持ち
熊角（くまずみ）
13歳の少女。ナイフを使う。「思考」よりも「直感」を優先する。そのため、理詰めで動く武羽とは相性が悪い。リュシアン曰く、見かけによらず頭脳労働が得意（語学が得意な模様）。表情がうすら笑いのままあまり動かない、たまに語尾がカタカナになっているなど、独特の雰囲気を持つ。
篝火からの指示で武羽を狙うが返り討ちにされる。その後、情報を引き出されることを恐れて自殺。
JaiL（ジェイル）
眼鏡をかけたスーツ姿の男。スナイパー。遊び好きらしい。アイコンはパイプを咥えたカエル。
組織の情報を持つ八夜を処刑しようとするが、自身が与えたヒントを解読した武羽の妨害により失敗し、BAN人に処刑された。
謎を解かれただけで暗殺を諦めたこと、武羽が「怪物」であると明確に認識していること、ヒントをわざわざ与えて八夜が殺されそうだと推理させていること、八夜同様ヒントの所在を知っていたことなど、その言動には不自然な点が見られる。
実は、武羽が意識を取り戻した現場にて翔寺に刺されていた人物。しかし、刺された瞬間に名無しの計画が発動したため、目をつぶっていてその影響を回避できた模様。ただし、武羽（VOID）と一緒に行動していたのかどうかは不明である。後に武羽が、自身を怪物と評したことと名無しとを結びつけているため、彼も名無しの計画を知っていた可能性が高い。
bakugeki5（バクゲキファイブ）
引きこもりの女の子。爆弾魔。『文月事変』の際、都庁舎を爆破した実行犯であり、完璧主義者。チャットでは2ちゃんねらーのような言動が特徴的だが、リアルでは怯えがちな性格。とにかく対象を天井知らずの爆撃で殺そうとするため、「バーサーカー」と評される。アイコンは顔のついた爆弾。
しろと組んで武羽の暗殺を二度目論むが、二度とも武羽の機転によって失敗。零堂の手配によって隠れ家から脱出することができず、警察官を巻き込んで自爆しようとしていたが、手に持った起爆スイッチが偽装であり、実際の爆弾は口の中にあると見破られて警察に捕えられる。以降の処遇は不明。
しろ
目つきの鋭い女性。毒使い。都内の名門私立中学の大量毒殺事件の実行犯であり『毒殺白ちゃん』と呼ばれている。目つきに似合わず（少なくとも仲間には）優しい性格で、偽悪家の側面を持つ。ネットでの言動は若干攻撃的。さりげなくbakugeki5のことはバクちゃんと呼ぶ。アイコンは白い蛇。
武羽の暗殺を命じられていたが篝火を裏切り、自身の毒で動けなくなっていた武羽とコンタクトを取り、見逃す（記憶喪失だとは知らない模様）。bakugeki5を助けるために、常闇の暗殺者を巻き込んで自爆する。
常闇の暗殺者
学ランを肩に羽織った青年。刀を扱う。普段は、正義の庭のことを「機関」と呼ぶなど若干中二病気味だが、焦った際には地が出る。bakugeki5のことが苦手。リュシアン曰く、見かけによらず頭脳労働が得意（理系）。アイコンは二本の刀を背に持つ動物。また、HNの前後には十字のマークがある。
bakugeki5、しろ、武羽の殺害を命じられ、しろに致命傷を与えるが、bakugeki5から事前にもらっていた余りものの爆弾を使った自爆に巻き込まれる。
るぅ也（るぅや）
メンバーとの連絡の際、語尾に(^_^;)の顔文字をつける。アイコンはマントとカウボーイハットをつけた人。
その正体は理坂和睦。味方の振りをして武羽らに接触し、リュシアンの計画をサポートする。ただし、その発言にはあまり殺意はうかがえない。
鷲櫛（わしくし）
猫の髪飾りを付けた女の子。名前持ちの中では比較的殺人者らしい様子に欠ける。活発で体を動かすタイプであり、球技・筋トレ・食べることを趣味とする。足が速い。リュシアンのことを「りっさん」と呼ぶ。アイコンは液体のようなものに顔がついているもの（簡単に言うと「バブルスライム」）。リュシアンと組んで、武羽の命を狙う。リュシアンの計画が遠隔殺人ばかりだったため、前線に一切出ることなく本編が終了した。
リュシアン
サングラスをかけた青年。隠しごとが大嫌いであるため、秘匿体質の篝火とは仲が悪い。しろやJaiLの置いていった野菜ジュース等々を捨てられないでいるため、仲間に対する情はある様子。「やられる前にやる」を信条としている。鷲櫛と組んで、武羽の命を狙う。
VOIDに対して友情のようなものを抱いており、名無しの計画の被害者となった彼が恐るべき事態になっていないかを確認するため、二つ目の計画を仕込んだ。二度も殺害に失敗した上に秘密を暴露したにも拘らず、鷲櫛とともに篝火に殺されずいる模様。
後述する雨差牢也殺害時に持ち去られた携帯電話を所持しているが、彼が殺害犯なのかは不明。
3891（みやくい）
八夜法人の本物の「名前」であり、名無しの影武者。アイコンはカラス。
後に、本物の名無しからのメッセージにより、彼が実は影武者である事や、彼の殺害は数年前から決まっていた事が明かされる。
2年経った後、警察内で影武者であることが発覚したが、誤認逮捕した事実を隠蔽したい警察により本物の名無しであるとされたまま死刑に処されるはずだった。
VOID（ヴォイド）
武馬流星の「名前」。裏切り者で、正義の庭が全力で潰しにかかるほどの情報を握っている。仲間とはたとえどの様な状況でも手を繋ぐというポリシーをもっている。
get
おかっぱのような髪型の青年。過去に正義の庭が行った任務で事故死。熊角の台詞の「配線ミス」から、爆弾を扱っていたと思われる。
名無し
正義の庭の開祖にして頂点。正体は公安一課長だった「雨差牢也」。本編開始時の時点で死亡している。また、その顔から記憶消去実験を行っていた人物と同一と思われる。
どのような人物かは全く語られないが、「得体のしれない怪物」「冷徹で残酷」などと評されて恐れられている。なお、勉強は生物がかなり苦手だった模様。
何者かによって自宅で殺され、死の間際に携帯電話を操作していたが、犯人に持ち去られている。
八夜が齎したメッセージから特定できるとある研究所に自分からのメッセージを残しており、それによれば「皆さんの身近な人物」であるという。
前述の通り、持ち去られた携帯電話をリュシアンが所持していたことに加え、殺しに来た人物とにこやかに話しているから、殺害したのは正義の庭の人物である可能性が高い。また、自分の殺される姿を映すようにカメラが設置されていること、死に顔が笑っていることなど、その死には不自然な点がいくつか見られる。

### 警察
零堂綴
警視庁公安部公安総務課特務係長。女性。階級は警部。東帝大心理学部犯罪心理学科を首席で卒業し、その後キャリアとして警視庁に入庁した。語尾に『っす』をつけることが多い。メール等では上司に対しても顔文字を使う。爪を噛む癖があり、その頻度は異常。潔癖症。子供の頃、武羽の近所に家があり、武羽の姉的な存在だった。
武羽と同じ日に記憶喪失となった。その際、経験からくる癖だった潔癖性は消失しており、現在の潔癖性はそれを隠すフェイク。その齟齬を突かれて武羽に記憶喪失を見破られ、一時共同戦線を組むことに。
武羽と違い、エピソード記憶の喪失による無感情化に対しては特に気に留めてはいない。ただし、自覚していないレベルだが完全に無感情化しているわけではない模様。
理坂和睦
警視庁公安部長。八夜法次を『名無し』として逮捕した人物。bakugeki5が手に持っている起爆スイッチをダミーと見破った。警官が取り押さえた後、bakugeki5が口の中の起爆スイッチによって警官をまきこんで自爆しようとしていることに気づくが、躊躇なく近づき口に銃口を突っ込むという恐ろしい胆力を持つ人物。
記憶喪失の件をばらして協力を求めた零堂に乗り、名無しの正体を明かす。しかし、それは同時にリュシアンの計画のために武羽を部屋にくぎ付けにして閉じ込めるためでもあった。
闘条鎧五郎
県警本部刑事部捜査第一課長。階級は警視。

## 用語
正義の庭
大規模テロ「文月事変」を引き起こしたテログループ。そのメンバーの素性はほとんど知られておらず、会議などもチャットを使っているため「名前持ち」同士でも面識がない場合がある。証として、500円玉程度の大きさのメダルを有している。
後述の名前持ち以外にも、活動が目立ちやすい彼らをサポートする工作メンバーなどもいるらしい。
名前持ち
正義の庭の幹部に当たる人物。全員で8人おり、篝火の指示に従っている。全員が何かしらの殺人スキルを有しており、しろから「殺人鬼」と言われている。お互い、基本的にHNでしか呼ばない。
入手困難な爆破物マーカーのないプラスチック爆弾や古い画家の絵を大量に用意できたりするなど、謎の入手ルートを所持していると見られる。
記憶消去実験
武羽の家に隠されていたヒントの座標に隠されていたDVDに記録されていた映像。座標はヒントである拳銃を分解して取り出せる部品に記されていた。
死刑囚が名前や生年月日、実験者を知っているか、「ジーリルの冥銭」という単語を知っているかを聞かれ、そのほとんどをこたえられない様子が映されていた。また、ジーリルの冥銭を知っていると答えた後に失敗とみなされ、被験者は撃ち殺されている。
失敗と判断された流れから、ジーリルの冥銭に意味があると判断され、そこから名無しからのメッセージに辿りつけた。しかし、この実験の真意はその質問以外にこそあった。
作中において、記憶消去は20年も前に確立されており、「ジーリルの冥銭という言葉だけ消しきれない」ということはありえなかった。その正体はむしろ全ての記憶を削除した上での記憶の書き込み。エピソード記憶・手続き記憶・意味記憶全てを書き込み人格そのものを移植する実験である。しかし、人格を形成するのに重要なエピソード記憶の書き込みは1％未満という不完全な出来だった。殺害されたのも、「怪物」と評される名無しの手続き記憶・意味記憶を持つ記憶喪失者という制御不可の危険人物だったからである。
計画
名無しが実行した計画。その発端や動機などは不明であるが、上記の実験を利用して不特定多数の人間に自分の人格を移植するというもの。
自身が刺された直後、携帯電話からコマンドを送ることであらかじめ指定しておいた500ものネット媒体のディスプレイに人格移植を行う光学情報を2秒間表示させることで計画を実行した。
500という数はおそらく低すぎる成功率を補うためと思われるが、わずか2秒しか表示されなかったために数に似合わず記憶喪失者はあまり多くはない模様。なお、この実行タイミングも計画されていたことなのかは不明。
武羽は、リュシアンから提示されたヒントから記憶喪失者3人は一見異なる記憶を保ったままのようで、実は意味記憶・手続き記憶がほぼ同等だったことから、人格移植計画に気付いた。
即ちタイトルにしてテーマである「名無しは一体誰でしょう？」という問いかけの答えは、武羽たち3人のことである。

## 単行本
- 原作：山田鐘人・作画：岡崎河亮 『名無しは一体誰でしょう?』 小学館〈少年サンデーコミックス〉、全5巻
  1. 2013年11月18日発売 ISBN 978-4-09-124507-6
  2. 2014年2月18日発売 ISBN 978-4-09-124559-5
  3. 2014年8月18日発売 ISBN 978-4-09-125109-1
  4. 2015年2月18日発売 ISBN 978-4-09-125606-5
  5. 2015年6月18日発売 ISBN 978-4-09-125860-1